# داوخینگن
داوخینگن (به آلمانی: Dauchingen) یک شهر در آلمان است که در شوارتسوالد-بار واقع شده‌است. داوخینگن ۳٬۶۴۲ نفر جمعیت دارد.

## خواهرخوانده
شهر Huttendorf خواهرخواندهٔ داوخینگن هست.